# 三星Galaxy A10
三星Galaxy A10是三星電子制造的低階智慧型手機，於2019年3月推出，採用了19.5:9比例的6.22吋 TFT LCD螢幕、Exynos 7884系統晶片（由2GB RAM、32GB內部儲存空間組成），支援最高512GB的microSD擴充，仍然保留了3.5mm耳機插孔。